# Macrocyprissa
Macrocyprissa is een geslacht van kreeftachtigen uit de klasse van de Ostracoda (mosselkreeftjes).

## Soorten
- Macrocyprissa arcuata (Colalongo & Pasini, 1980) Maddocks, 1990 †
- Macrocyprissa cylindracea (Bornemann, 1855) Maddocks, 1990 †
- Macrocyprissa graysonensis (Alexander, 1929) Herrig, 1992 †
- Macrocyprissa vandenboldi Maddocks, 1990